# José Luis Montes de Oca
José Luis Montes de Oca Olais (21 de diciembre de 1967-Ciudad de México) es un exfutbolista mexicano. Su posición era defensa y jugó en diversos clubes entre los que se encuentran el Club Deportivo Guadalajara, Deportivo Toluca, Toros Neza, Club Necaxa y el San Luis Fútbol Club.

## Trayectoria
Debutó con el Club Deportivo Guadalajara en la Temporada 91-92, ha jugado con Toros Neza y Deportivo Toluca. En el Verano 97 fue contratado por el Club Necaxa donde se consolida como pieza importante dentro de la Zaga junto a jugadores de talla de José María Higareda , Salvador Cabrera , Octavio Becerril , Sergio Almaguer , Eduardo Vilches. Fue campeón de liga en el Torneo Invierno 98 ,  Tercer lugar en el Mundial de Clubes 2000 y un subcampeonato en el Torneo Verano 2002 de ahí se fue al San Luis equipo recién ascendido aportando su experiencia aunque no fue titular indiscutible pero con participaciones aceptables donde se retira en 2003.
Después de haberse retirado actualmente se encuentra jugando en partidos de exhibición de veteranos. 

## Selección nacional
Con la selección de fútbol de México fue muy poco considerado para jugar con el tri, integró el plantel que fue campeón de la Copa de Oro de la Concacaf 1993, sin embargo no jugó. En su historial solo se encuentra un partido amistoso frente a Costa Rica del 29 de junio de 1993 en la era de Miguel Mejía Barón donde jugó los 90 minutos.
| Club                          | País   | PJ | Goles | Periodo |
| ----------------------------- | ------ | -- | ----- | ------- |
| selección de fútbol de México | México | 1  | 0     | 1993    |

### Participaciones en Copa Oro
| Copa                         | Sede           | Resultado |
| ---------------------------- | -------------- | --------- |
| Copa Oro de la Concacaf 1993 | Estados Unidos | Campeón   |

### Partidos con la Selección
| # | Fecha               | Rival      | Sede     | Estadio           | Resultado | Competición |
| - | ------------------- | ---------- | -------- | ----------------- | --------- | ----------- |
| 1 | 29 de junio de 1993 | Costa Rica | San José | Estadio La Sabana | 2 - 0     | Amistoso    |

## Clubes
| Club                       | País   | Año       |
| -------------------------- | ------ | --------- |
| Club Deportivo Guadalajara | México | 1986-1994 |
| Toros Neza                 | México | 1994-1995 |
| Deportivo Toluca           | México | 1995-1997 |
| Club Necaxa                | México | 1997-2002 |
| San Luis Fútbol Club       | México | 2002-2003 |